# Australiens Grand Prix 2016
Australiens Grand Prix 2016, officiellt 2016 Formula 1 Rolex Australian Grand Prix, var ett Formel 1-lopp som kördes 20 mars 2016 på Albert Park Circuit i Melbourne i Australien. Loppet var det första av sammanlagt tjugoen deltävlingar ingående i Formel 1-säsongen 2016 och kördes över 57 varv.
Loppet skulle ha körts 58 varv men kortades till 57 varv. Under formationsvarvet fick Daniil Kvyat elfel på bilen och blev stående strax före startgriden. Starten avbröts och ytterligare ett formationsvarv fick läggas till och som räknades av från den totala race-distansen.

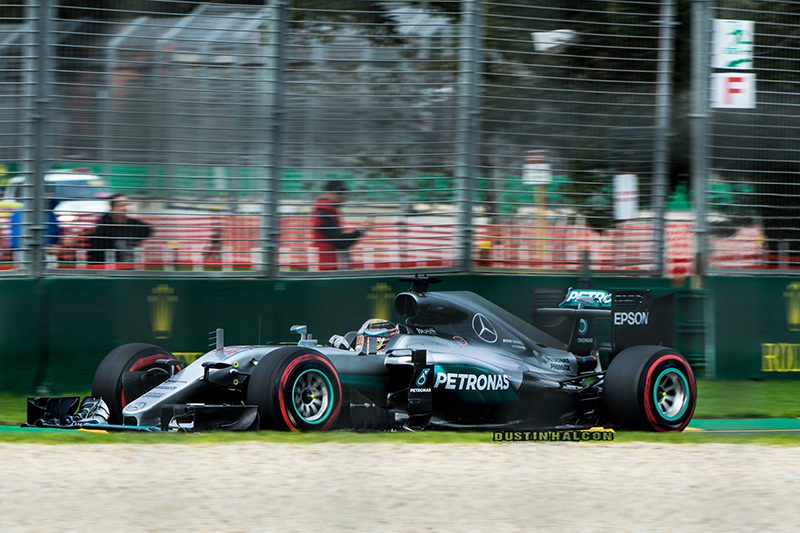
Lewis Hamilton var snabbast på samtliga träningspass samt tog Pole poition.

## Resultat

### Kval
| Pos.                    | Nr | Förare            | Konstruktör               | Kvaltider | Kvaltider | Kvaltider | Start- grid |
| Pos.                    | Nr | Förare            | Konstruktör               | Q1        | Q2        | Q3        | Start- grid |
| ----------------------- | -- | ----------------- | ------------------------- | --------- | --------- | --------- | ----------- |
| 1                       | 44 | Lewis Hamilton    | Mercedes                  | 1.25,351  | 1.24,605  | 1.23,837  | 1           |
| 2                       | 6  | Nico Rosberg      | Mercedes                  | 1.26,934  | 1.24,796  | 1.24,197  | 2           |
| 3                       | 5  | Sebastian Vettel  | Ferrari                   | 1.26,945  | 1.25,257  | 1.24,675  | 3           |
| 4                       | 7  | Kimi Räikkönen    | Ferrari                   | 1.26,579  | 1.25,615  | 1.25,033  | 4           |
| 5                       | 33 | Max Verstappen    | Toro Rosso-Ferrari        | 1.25,934  | 1.25,615  | 1.25,434  | 5           |
| 6                       | 19 | Felipe Massa      | Williams-Mercedes         | 1.25,918  | 1.25,644  | 1.25,458  | 6           |
| 7                       | 55 | Carlos Sainz, Jr. | Toro Rosso-Ferrari        | 1.27,057  | 1.25,384  | 1.25,582  | 7           |
| 8                       | 3  | Daniel Ricciardo  | Red Bull Racing-TAG Heuer | 1.26,945  | 1.25,599  | 1.25,589  | 8           |
| 9                       | 11 | Sergio Pérez      | Force India-Mercedes      | 1.26,607  | 1.25,753  |           | 9           |
| 10                      | 27 | Nico Hülkenberg   | Force India-Mercedes      | 1.26,550  | 1.25,865  |           | 10          |
| 11                      | 77 | Valtteri Bottas   | Williams-Mercedes         | 1.27,135  | 1.25,961  |           | 16a         |
| 12                      | 14 | Fernando Alonso   | McLaren-Honda             | 1.26,537  | 1.26,125  |           | 11          |
| 13                      | 22 | Jenson Button     | McLaren-Honda             | 1.26,740  | 1.26,304  |           | 12          |
| 14                      | 30 | Jolyon Palmer     | Renault                   | 1.27,241  | 1.27,601  |           | 13          |
| 15                      | 20 | Kevin Magnussen   | Renault                   | 1.27,297  | 1.27,742  |           | 14          |
| 16                      | 9  | Marcus Ericsson   | Sauber-Ferrari            | 1.27,435  |           |           | 15          |
| 17                      | 12 | Felipe Nasr       | Sauber-Ferrari            | 1.27,958  |           |           | 17          |
| 18                      | 26 | Daniil Kvyat      | Red Bull Racing-TAG Heuer | 1.28,006  |           |           | 18          |
| 19                      | 8  | Romain Grosjean   | Haas-Ferrari              | 1.28,322  |           |           | 19          |
| 20                      | 21 | Esteban Gutiérrez | Haas-Ferrari              | 1.29,606  |           |           | 20          |
| 21                      | 88 | Rio Haryanto      | MRT-Mercedes              | 1.29627   |           |           | 22b         |
| 22                      | 94 | Pascal Wehrlein   | MRT-Mercedes              | 1.29,642  |           |           | 21          |
| 107 %-gränsen: 1.31,325 |    |                   |                           |           |           |           |             |
| Källor:                 |    |                   |                           |           |           |           |             |

- ^a  – Valtteri Bottas bestraffades med fem platsers nedflyttning på startgriden efter ett växellådsbyte.[6] Då detta var ett byte utanför det tillåtna bestraffades Bottas med fem platsers nedflyttning på startgriden. (Enligt FIA:s reglemente måste en och samma växellåda användas sex tävlingshelger i rad. Bryts den kedjan bestraffas föraren med fem placeringars nedflyttning.)[7]
- ^b  – Rio Haryanto bestraffades med tre platsers nedflyttning på startgriden efter att i depåområdet  ha kört in i Romain Grosjean under lördagens träning.[8]

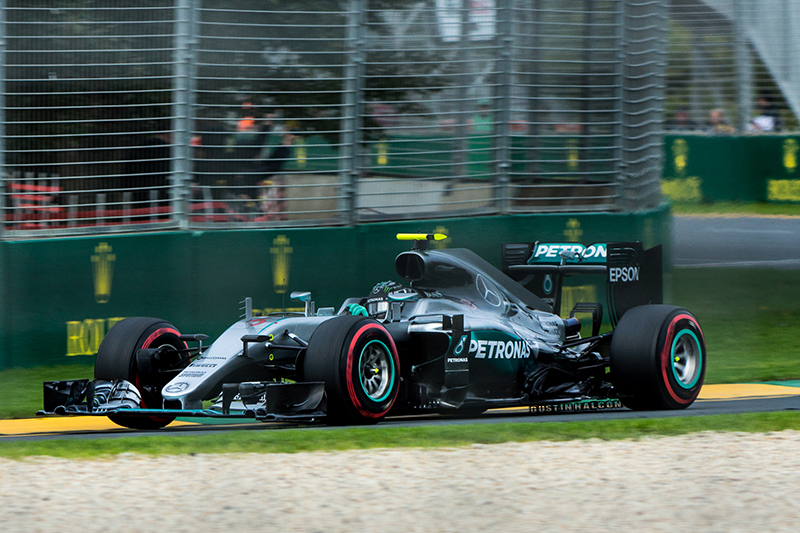
Vinnande Nico Rosberg under Australiens Grand Prix 2016.

### Lopp
| Pos.    | Nr | Förare            | Konstruktör               | Varv | Tid/Bröt    | Grid | Poäng |
| ------- | -- | ----------------- | ------------------------- | ---- | ----------- | ---- | ----- |
| 1       | 6  | Nico Rosberg      | Mercedes'                 | 57   | 1:48.15,565 | 2    | 25    |
| 2       | 44 | Lewis Hamilton    | Mercedes                  | 57   | +8,060      | 1    | 18    |
| 3       | 5  | Sebastian Vettel  | Ferrari                   | 57   | +9,643      | 3    | 15    |
| 4       | 3  | Daniel Ricciardo  | Red Bull Racing-TAG Heuer | 57   | +24,330     | 8    | 12    |
| 5       | 19 | Felipe Massa      | Williams-Mercedes'        | 57   | +58,979     | 6    | 10    |
| 6       | 8  | Romain Grosjean   | Haas-Ferrari              | 57   | +1.12,081   | 19   | 8     |
| 7       | 27 | Nico Hülkenberg   | Force India-Mercedes      | 57   | +1.14,199   | 10   | 6     |
| 8       | 77 | Valtteri Bottas   | Williams-Mercedes         | 57   | +1.15,153   | 16   | 4     |
| 9       | 55 | Carlos Sainz Jr.  | Toro Rosso-Ferrari        | 57   | +1.15,680   | 7    | 2     |
| 10      | 33 | Max Verstappen    | Toro Rosso-Ferrari        | 57   | +1.16,833   | 5    | 1     |
| 11      | 30 | Jolyon Palmer     | Renault                   | 57   | +1:23.399   | 13   |       |
| 12      | 20 | Kevin Magnussen   | Renault                   | 57   | +1:25.606   | 14   |       |
| 13      | 11 | Sergio Pérez      | Force India-Mercedes      | 57   | +1:31.699   | 9    |       |
| 14      | 22 | Jenson Button     | McLaren-Honda             | 56   | +1 varv     | 12   |       |
| 15      | 12 | Felipe Nasr       | Sauber-Ferrari            | 56   | +1 varv     | 17   |       |
| 16      | 94 | Pascal Wehrlein   | MRT-Mercedes              | 56   | +1 varv     | 21   |       |
| Bröt    | 9  | Marcus Ericsson   | Sauber-Ferrari            | 38   | Vibrationer | 15   |       |
| Bröt    | 7  | Kimi Räikkönen    | Ferrari                   | 21   | Turbo       | 4    |       |
| Bröt    | 88 | Rio Haryanto      | MRT-Mercedes              | 17   | Drivaxel    | 22   |       |
| Bröt    | 21 | Esteban Gutiérrez | Haas-Ferrari              | 16   | Kollision   | 20   |       |
| Bröt    | 14 | Fernando Alonso   | McLaren-Honda             | 16   | Kollision   | 11   |       |
| DNS     | 26 | Daniil Kvyat      | Red Bull Racing-TAG Heuer | 0    | Elfel       | —    |       |
| Källor: |    |                   |                           |      |             |      |       |

### Ställning efter loppet
| Pos. | Förare           | Poäng |
| ---- | ---------------- | ----- |
| 1    | Nico Rosberg     | 25    |
| 2    | Lewis Hamilton   | 18    |
| 3    | Sebastian Vettel | 15    |
| 4    | Daniel Ricciardo | 12    |
| 5    | Felipe Massa     | 10    |

| Pos. | Konstruktör        | Poäng |
| ---- | ------------------ | ----- |
| 1    | Mercedes           | 43    |
| 2    | Ferrari            | 15    |
| 3    | Williams-Mercedes  | 14    |
| 4    | Red Bull-Tag Heuer | 12    |
| 5    | Haas-Ferrari       | 8     |

- Notering: Endast de fem bästa placeringarna i vardera mästerskap finns med på listorna.